# Alcohol sulfotransferasa
La alcohol sulfotransferasa es una enzima que cataliza la conjugación con sulfato de alcoholes primarios y secundarios, incluyendo muchas hormonas, neurotransmisores, drogas, y compuestos xenobióticos.
Cataliza la siguiente reacción química general:

## Miembros de la familia
Los genes humanos que codifican para alcohol sulfotransferasas incluyen:
- SULT2A1
- SULT2B1
- SULT1C3